# 乌森
乌森（法語：Houssen，發音：[usən] ⓘ；阿爾薩斯語： 或 ），法国东北部城市，大东部大区上莱茵省的一个市镇，隶属于科尔马-里博维莱区，其市镇面积为6.7平方公里，2022年1月1日时人口数量为2,358人，在法国市镇中排名第4,660位（2022年）。
乌森位于上莱茵省北部，省会科尔马市区北侧，是科尔马的一个近郊卫星城，其境内建有大型商业街区。

## 地名来源
根据阿尔萨斯地名学家米歇尔·保罗·于尔邦（Michel Paul Urban）的论述，“Houssen”一名最初于公元1278年以“Husen”的形式被记载，该名称可能出自古德语单词“hūs”，意为“房子”。
乌森所处区域历史上通行阿尔萨斯语，“Houssen”对应的阿尔萨斯语拼写为“Hüse”或“Hüs”，其对应的读音为“[hy:sə]”。1871至1918年间以及第二次世界大战期间，乌森被德意志帝国统治，当地使用“Hausen”作为官方名称。

## 历史
乌森的早期历史尚不清楚。根据科尔马旅游局网站一篇文章的论述，乌森最初于1176年在一份修道院文献中被提及。1315年，乌森被里博皮埃尔家族获得。法国大革命后，乌森成为上莱茵省的一个市镇。普法战争结束后，乌森及其所处的阿尔萨斯-洛林地区被划入德意志帝国，乌森被划入新设立的科尔马县。一战结束后，乌森及阿尔萨斯-洛林地区根据《凡尔赛条约》重归法国。自二十世纪中后期以来，得益于科尔马的城市扩张以及高速公路的建成通车，乌森人口数量有所增加，其境内建成了大型商业街区。

## 地理

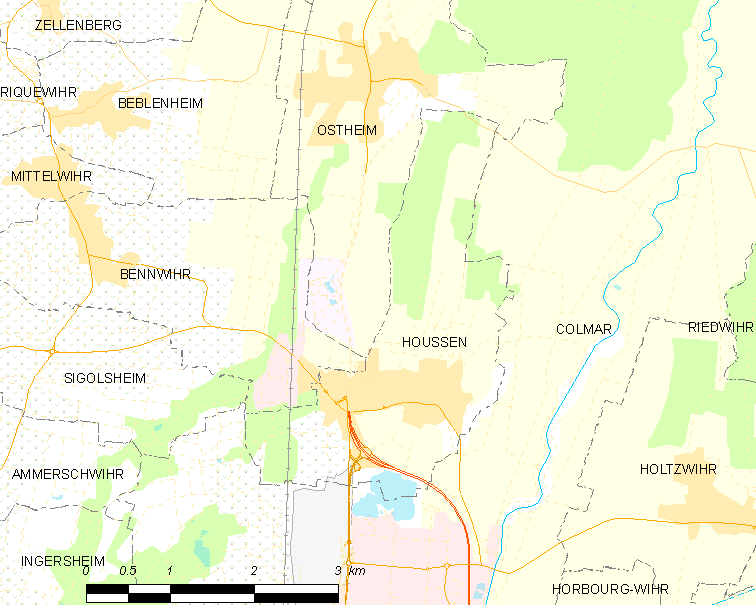
乌森市镇范围地图

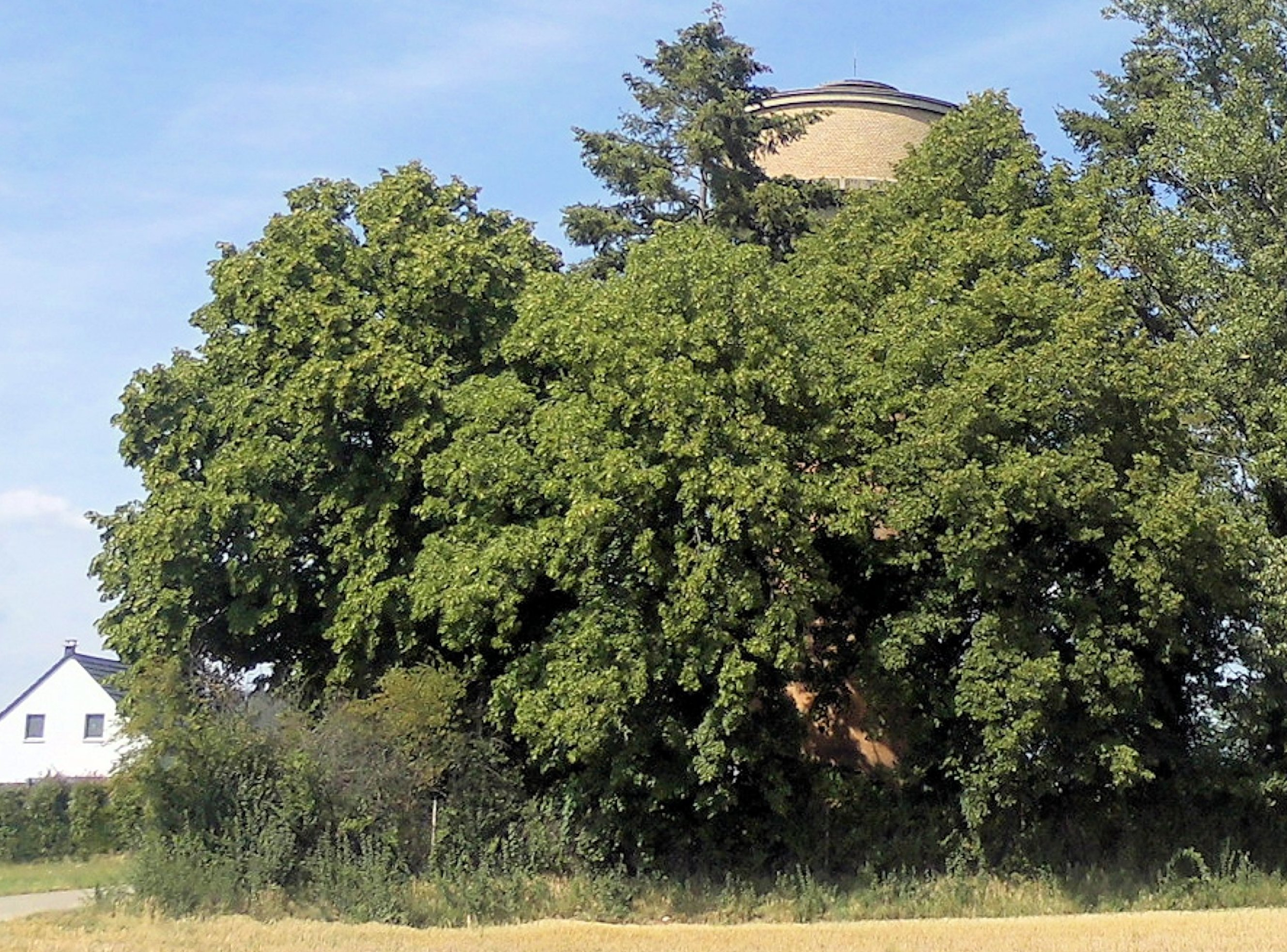
乌森境内的一处林地及后方的水塔

乌森位于法国东北部，大东部大区东部和上莱茵省北部，距离省会科尔马大约7公里。与乌森接壤的包括本维尔、科尔马和奥斯泰姆三个市镇。

### 地形
乌森位于阿尔萨斯平原腹地，境内以平原为主，市镇中心地势较为平坦，全境海拔在177到190米之间。

### 水文
乌森位于莱茵河流域范围内，一条连接伊尔河的水渠经过乌森市镇北部。

### 植被
乌森属于温带阔叶混交林区，林地散落分布于市区内多个街区，市镇范围内北端为科尔马市属森林（Forêt Communale de Colmar）和乌森市属森林（Forêt Communale de Houssen）。
在鲜花城市的评比中，乌森被评为2星级鲜花城市。

### 自然灾害
乌森的地震危险度等级为3级，属于中等危险；氡辐射等级为1级，属于低危险。1982至2025年5月间，乌森境内共发生7次有记录的自然灾害，其中5次洪涝。

### 气候
乌森在柯本气候分类法中属于带有一定大陆性气候特征的温带海洋性气候（Cfb）。

## 行政区划
乌森的市镇编号为68146，邮政编号为68125。
在行政管理方面，乌森隶属于法国大东部大区阿尔萨斯欧洲集体上莱茵省科尔马-里博维莱区；在地方选举方面，乌森隶属于科尔马第二县，其市镇范围全境被划入上莱茵省第一选区；在社会管理方面，乌森是科尔马城市圈公共社区的组成部分。
截至2025年6月，乌森市镇范围内暂无任何安全优先街区及城市政策优先街区。
法国国家统计与经济研究所（简称“INSEE”）在进行数据统计时，将乌森及相邻的另外5个市镇设为科尔马城市核心区，并将包括乌森在内的周边共95个市镇划为科尔马城市辐射区。此外，INSEE还将乌森市镇整体看作一个“块区”（IRIS），以便于统计人口分布情况。

## 交通

### 公路
A35高速公路经过乌森市区西南部并设有出入口，另有上莱茵省省道D4线经过乌森镇中心。
2021年，88.7%的乌森家庭拥有至少一辆私人汽车。2023年，乌森境内共发生各类交通事故1起，造成1人遇难。
| 23 | 2.5 |

| 科尔马 | 7 |

| 盖马尔 | 12 |

| 凯瑟斯贝格 | 11 |

### 铁路
乌森距离科尔马站的普通公路距离大约为8公里，该站停靠前往巴黎、卢森堡、马赛、蒙彼利埃等地的高速列车和前往斯特拉斯堡、巴塞尔/米卢斯和梅泽拉尔的区域列车。

### 航空
科尔马-乌森机场的主体部分位于乌森市镇范围内，该机场曾为阿尔萨斯航空的运营基地，后者于1982年破产。
乌森距离巴塞尔-米卢斯-弗赖堡欧洲机场的高速公路里程大约64公里。

### 城市公共交通
乌森是科尔马城市公共交通（商业名称为“Trace”）的服务覆盖范围。截至2025年6月，该系统共包括八条市区公交线路，其中公交B线经过乌森市区。

## 政治

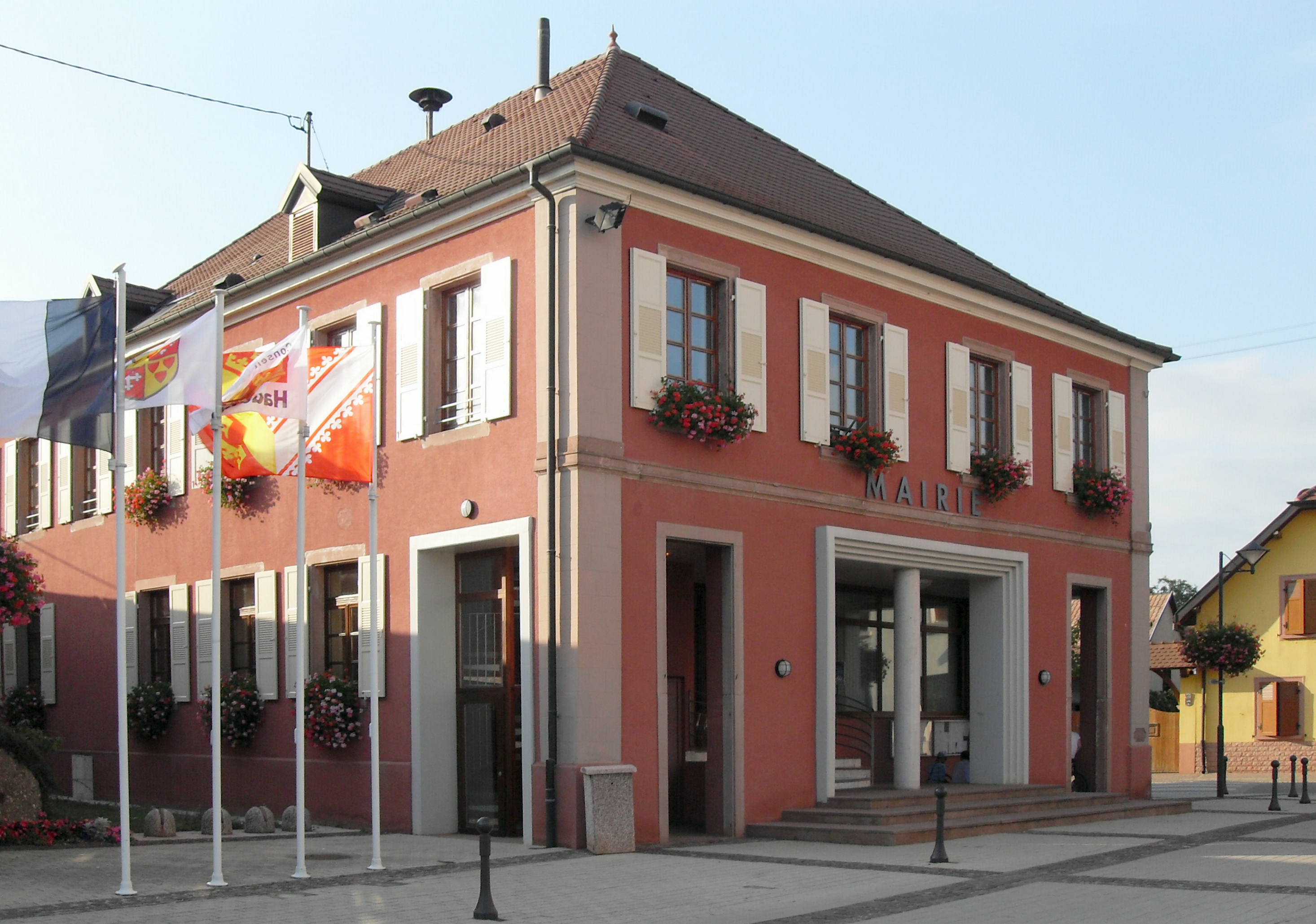
乌森市政厅

乌森的现任市长为玛丽-洛尔·斯托费尔女士（Marie-Laure STOFFEL），她是一名右翼无党派人士，自2020年10月起担任市长职务；其前任为克里斯蒂安·克林格尔先生，他是共和党的一名成员，在2020年的市政选举中获得了100%的支持率（无其他候选人），他因于2020年10月入选参议员而辞去了市长职务。
在2022年的法国总统大选的第二轮选举中，法国极右翼政党国民阵线主席玛丽娜·勒庞在乌森获得了51.3%的支持率。

## 人口
2022年，乌森市镇人口数量为2,358，在法国排名第4,660位。其中男性1,217人，女性1,177人，75岁及以上人口占5.7%，外籍人口数量为96人，人口密度为352人/平方公里，当地居民被称为（男性）或（女性）。2015至2021年间，乌森的人口增长率为2.4%。2022年，乌森境内出生16人，死亡人口9人。
| 乌森1900年－2022年人口变化情况 |
|                                |
| 数据来源：Cassini、INSEE       |

## 经济
乌森是科尔马的一个近郊卫星城。INSEE于2020年将乌森划入科尔马就业区（Zone d'emploi de Colmar），并又于2022年将其划入科尔马生活区（Bassin de vie de Colmar）。截至2022年底，乌森市镇范围内共有活跃企业157家，其中77.7%的员工总数在9人及以下；按照产业分类，当地一、二、三产业占比分别为3.2%、11.4%和85.4%。（家具销售）、（快餐）及（快餐）是当地2023年已公布营业额最高的三个企业，分别为5,909,594欧元、4,341,525欧元和2,181,463欧元。

## 财政与居民收入
2023年，乌森的财政收入总额为2,006,690欧元，财政支出总额为1,171,380欧元，当年的债务总额为0欧元。2023年，乌森市镇通过增值税获得164,010欧元的收入，此外当地还共获得了254,940欧元的国家直接财政补助。
| 乌森居民收入情况                                 | 乌森居民收入情况    | 乌森居民收入情况    | 乌森居民收入情况    |
| 内容                                             | 乌森                | 上莱茵省            | 法國                |
| ------------------------------------------------ | ------------------- | ------------------- | ------------------- |
| 居民平均时薪                                     | 16.4欧元（2022年）  | 15.4欧元（2022年）  | 17欧元（2022年）    |
| 高级职员人均时薪                                 | 27.5欧元（2022年）  | 26.1欧元（2022年）  | 29.1欧元（2022年）  |
| 中级职员人均时薪                                 | 17.0欧元（2022年）  | 16.5欧元（2022年）  | 16.6欧元（2022年）  |
| 普通职员人均时薪                                 | 11.8欧元（2022年）  | 11.9欧元（2022年）  | 12.1欧元（2022年）  |
| 工人人均时薪                                     | 14.1欧元（2022年）  | 12.9欧元（2022年）  | 12.5欧元（2022年）  |
| 贫困率                                           | （不详）            | 13.7%（2021年）     | 14.5%（2021年）     |
| 青壮年（15至64岁）失业率                         | 5.0%（2021年）      | 12.1%（2021年）     | 10.4%（2021年）     |
| 家庭总数                                         | 958（2022年）       | 868（2022年）       | 1,160（2022年）     |
| 征税家庭数量占比                                 | 58.9%（2023年）     | 57.1%（2022年）     | 44.8%（2022年）     |
| 家庭年均纳税                                     | 3,073欧元（2023年） | 4,133欧元（2022年） | 4,481欧元（2022年） |
| 资料来源：INSEE、L'Internaute、Le Journal du Net |                     |                     |                     |

## 社会事务

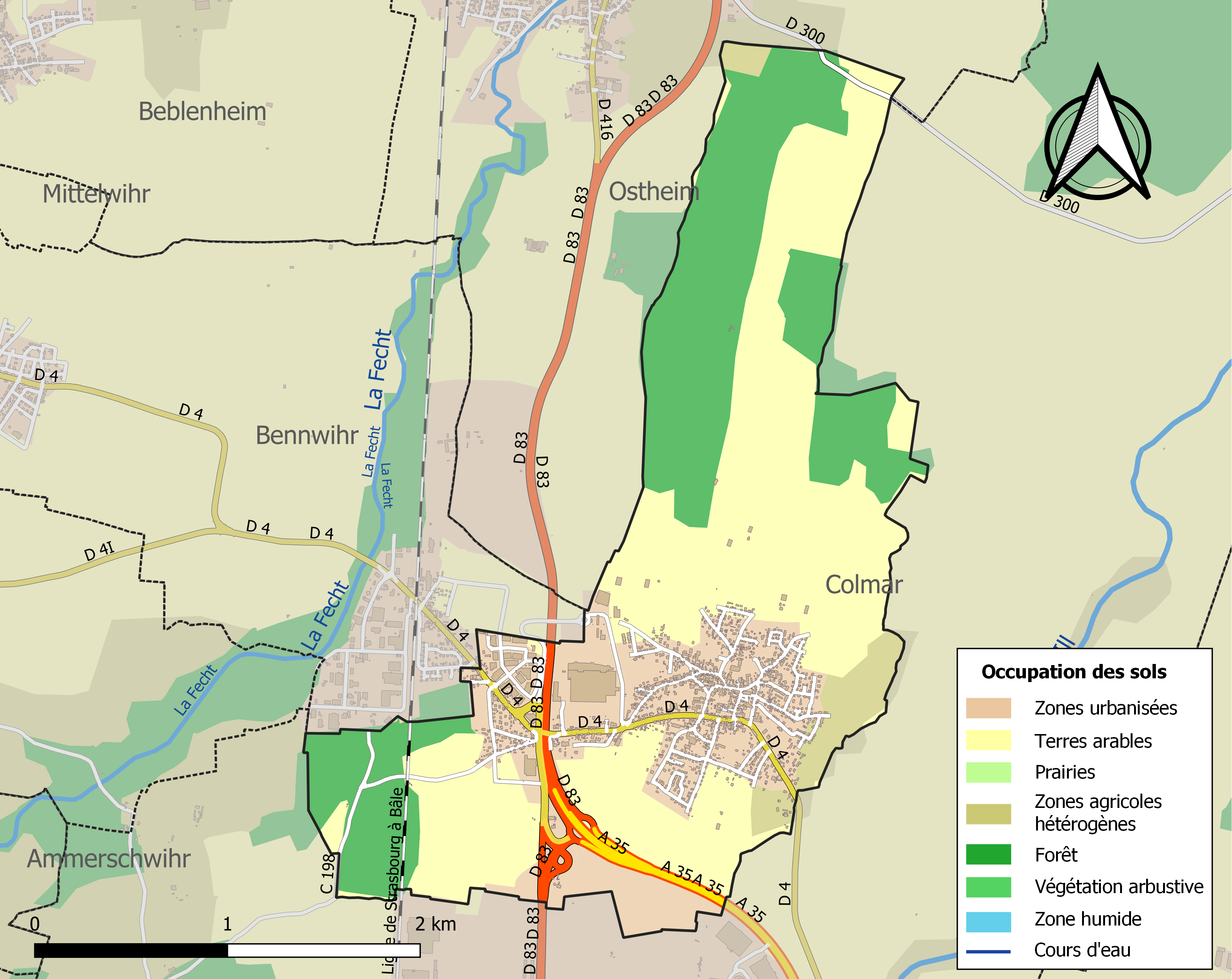
乌森土地利用情况地图

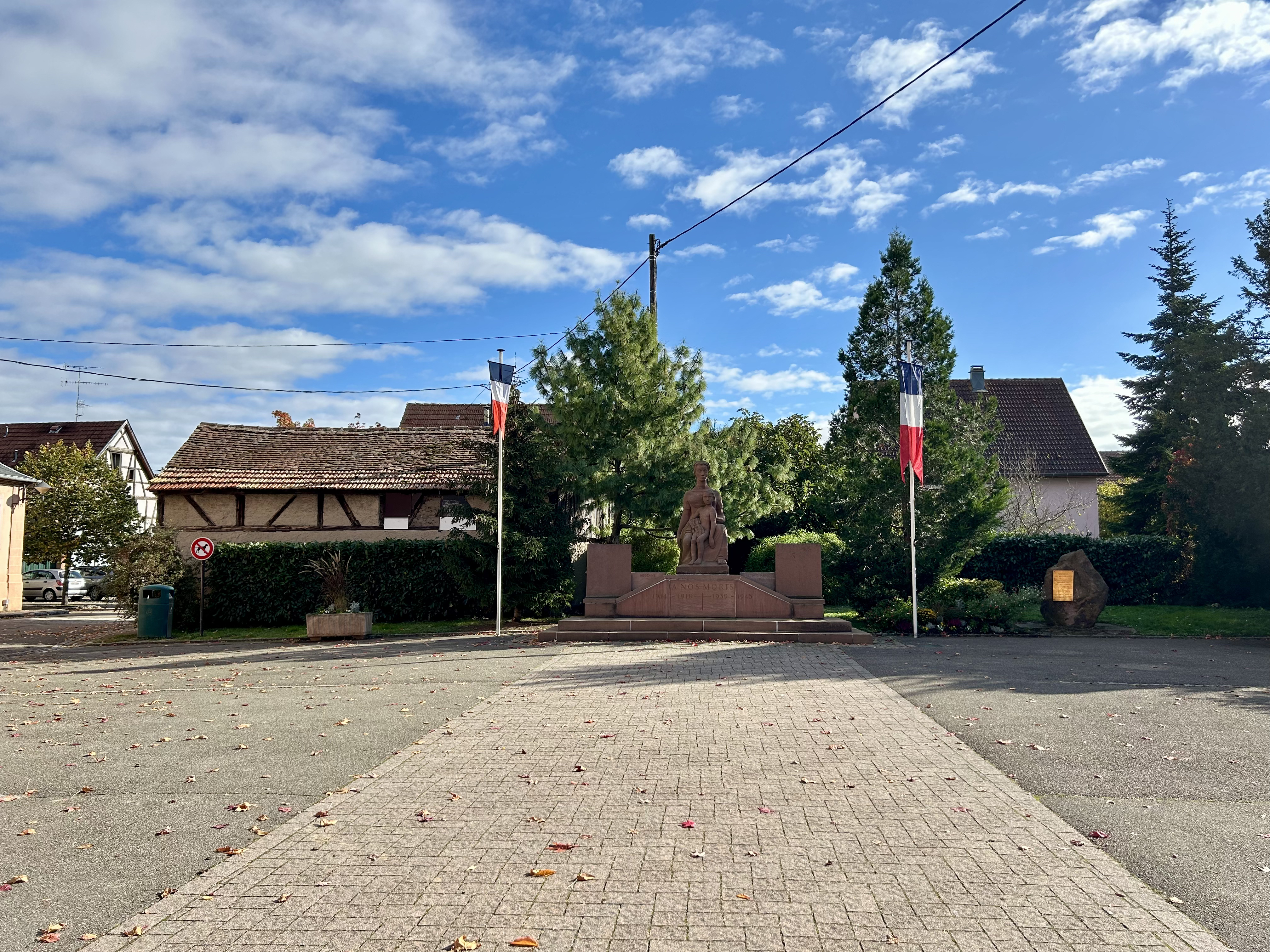
教堂广场

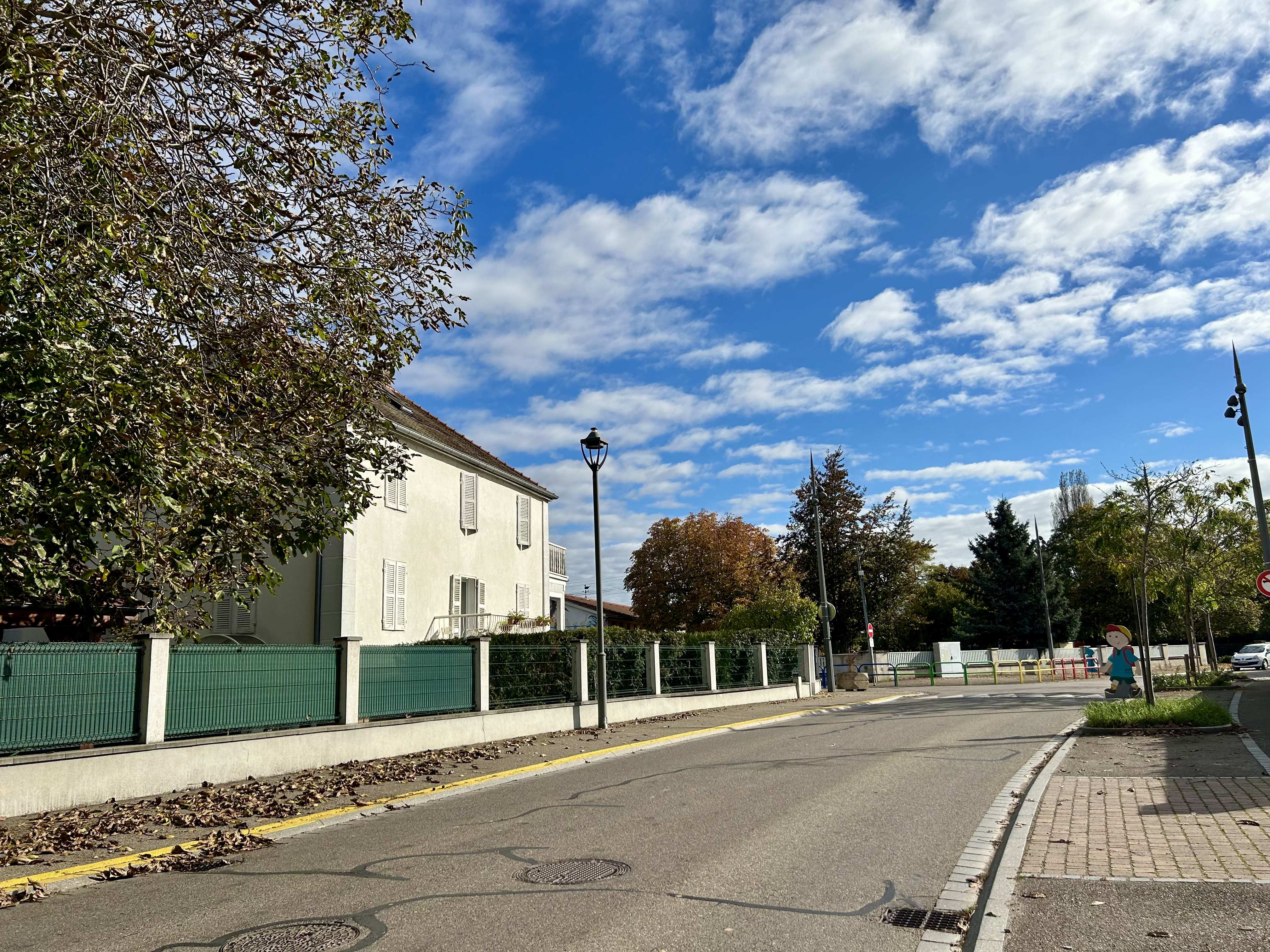
塔西尼元帅街附近的民居

### 教育
乌森属于斯特拉斯堡学区。截至2023年1月1日，乌森境内共有1所幼儿园和1所小学。

### 医疗
截至2023年1月1日，乌森境内共有全科医生1名、保健师4名、牙医1名、护士3名。
距离乌森最近的区域性医疗机构为科尔马中心医院（Centre Hospitalier de Colmar），其主病区路易·巴斯德医院（Hôpital Louis Pasteur）位于科尔马市区西部，距离乌森市区的正常车程大约18分钟，该院设有床位1,039个，是科尔马-里博维莱区内规模最大的公立综合性医院。

### 住房
2021年，乌森境内共有各类住房1,057套，其中73.6%为独立式住宅，24.7%为集中式住宅。常住房屋占乌森市镇范围内居民建筑总量的92.4%。2023年，乌森的居住税率为7.6%，不动产税率为23.13%（其中空置土地的不动产税率为43.26%）。
在住房保障政策方面，2023年，乌森境内共有350户家庭获得了家庭津贴补助，受益人数占总人口数量的14.8%，其中40份为房租补助。

### 商业
2021年，乌森境内共有各类实体商铺128家，其中餐厅18家、大型超市3家、肉铺1家、美容美发店6家、汽车维修店9家。乌森镇中心西侧建有“Shop'in Houssen”商业中心，有家乐福、Fnac、H&M等商场；此外高速公路西侧还有Cuisinella、Action、Maison du Monde、Lidl等购物超市。

### 体育
2023年，乌森境内共有1处网球场以及2处足球或橄榄球场。
截至2025年6月，萨莫吉足球学校（Samodji Football Academy，编号564585）是乌森境内唯一的一家注册足球俱乐部。
奥斯泰姆-乌森足球俱乐部（Football Club Ostheim-Houssen，编号504182）是当地的一支足球俱乐部，其注册地为奥斯泰姆，其主队2024至2025赛季参加大东部大区足球联赛丙组（法国第八级别），其位于乌森境内的主场为相思树球场（Stade des Acacias）。

### 环境
乌森的环境事务由其所属的科尔马城市圈公共社区联合各级政府协调负责。2021年，乌森境内暂无污染企业。

### 治安
2024年，乌森市镇范围内累计记录各类案件74起，其中盗窃类案件32起，人身侵犯类案件7起，毒品交易类案件2起。

## 文化

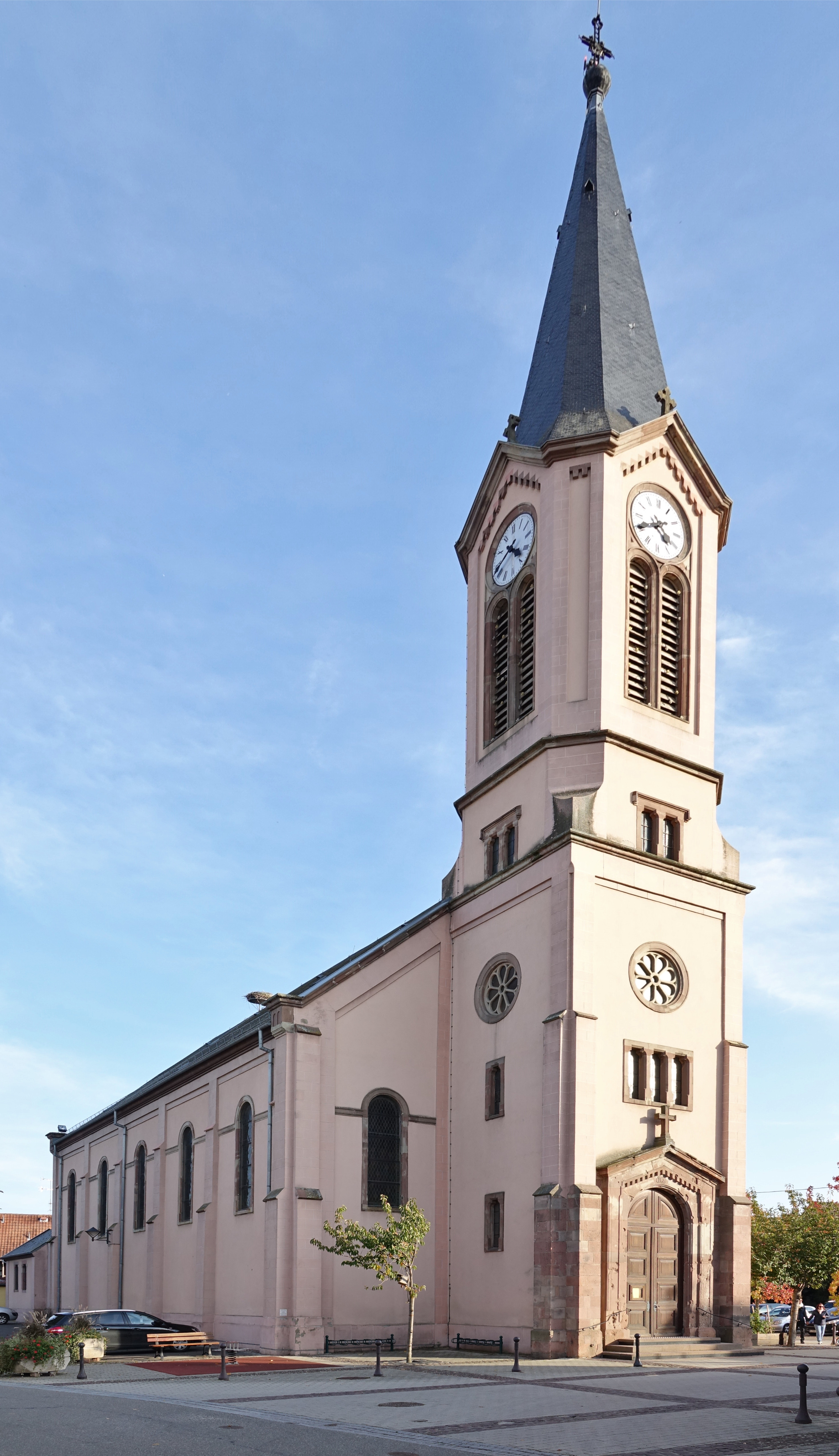
圣莫里斯教堂

2021年，乌森境内暂无任何文化设施。

### 建筑
截至2025年6月，乌森境内暂无法国国家文物保护单位，当地镇中心的圣莫里斯教堂（Église Saint-Maurice de Houssen）是一处地标性建筑物。

### 旅游
乌森的旅游事务由其所属的科尔马城市圈公共社区联合各级政府协调负责。2024年，乌森境内共有2家酒店共计98间房间。

### 媒体
法国主要的媒体均可在乌森接收，法国电视三台下属的大东部大区频道在部分时段播出乌森所在上莱茵省的地方新闻。《阿尔萨斯报》、《阿尔萨斯最新消息》、阿尔萨斯电视台、Ici阿尔萨斯等是当地主要的地方性媒体。

## 友好城市
截至2025年6月，乌森共与一座城市建立了友好城市关系：
- 奥地利 努齐德斯